# Cephitinea
Cephitinea is een geslacht van vlinders van de familie echte motten (Tineidae).

## Soorten
- C. colonella (Erschoff, 1874)
- C. colongella Zagulajev, 1964
- C. longipennis (Erschoff, 1874)